# Oranjesporige kogelschieter
De oranjesporige kogelschieter (Pilobolus kleinii) is een schimmel behorend tot de familie Pilobolaceae. Deze coprofiele saprotroof leeft op uitwerpselen van paarden.

## Kenmerken
De sporen zijn ellipsevormig en meten 10-19,5 x 5,5-9,5 micron. De sporen zijn meestal donker geel/oranje.

## Verspreiding
In Nederland komt de oranjesporige kogelschieter uiterst zeldzaam voor.